# Sam De Munter
Sam De Munter is een Belgische voetballer die vanaf het seizoen 2012-2013 voor Eendracht Aalst uitkomt. De Munter is een spits en speelde in het verleden ook nog voor onder andere KV Oostende, Standaard Wetteren en SK Beveren.
1 Van den Noortgaete ·
2 Kompany ·
3 Vanbelle ·
4 De Greef ·
5 Filipović ·
6 Lievens ·
7 De Cuyper ·
8 Weydisch ·
9 Martin ·
10 Janssens ·
11 Van Damme ·
12 Čerimagić ·
13 Nelis ·
14 Glouftsis ·
15 Van Steenbrugghe ·
16 Bael ·
17 Bogaerts ·
18 Van Belle ·
19 De Neve ·
20 Shkodra ·
21 Ngasseu ·
22 Smet ·
23 Kabeya ·
25 Verhoeven ·
Coach: Desaeyere